# Majsányi Kati
Majsányi Katalin (szül. Kurucz; Tunyog, 1948. december 2. –) magyar írónő.

## Életrajza
Majsányi Kati 1948. december 2-án született egy Szatmár megyei faluban, Tunyogon. Édesapja kántortanító volt, így születése, gyerekkora szorosan kötődött a kis falusi iskolák világához, ahol az apja tanított. Ezek a gyerekkori élmények megjelennek a későbbi írásaiban, az önéletrajzi ihletésű A jószándék kavicsai című kisregényében, majd a Lina című regényében is.
A debreceni Csokonai Vitéz Mihály Gimnáziumban érettségizett, majd a nyíregyházi Bessenyei György Tanárképző Főiskolán  elvégezte a magyar–történelem szakot. A tanári pályáját Csengerben kezdte kollégiumi nevelőként, miközben levelezős hallgatóként a Kossuth Lajos Tudományegyetemen magyar szakon szerzett diplomát. 
Csengerben középiskolai tanárként tanított magyart és történelmet, később Szécsényben (kezdetben a mezőgazdasági szakközépiskolában, aztán a Kőrösi Csoma Sándor Gimnáziumban) négy évtizeden keresztül.  
Az irodalom mindig az életem része volt. Közel negyven évig tanítottam középiskolásokat az irodalom értésére és szeretetére. Aztán eljött az a pillanat , amikor én magam próbáltam ezt az élményt, a szó, a szép magyar nyelv mágikus erejét megmutatni és eljuttatni az olvasókhoz a magam eszközeivel. Nagy öröm számomra, hogy sokan megérezték ezt a könyveimben, ezt mutatja az Aranykönyv-szavazáson elért eredmény.
Nyugdíjba vonulásakor kezdett el írni. Az első novellája és kisregénye gyerekkori és tanári élményeiből táplálkozik. 2013-ban jelent meg A jószándék kavicsai kisregény az united p.c. kiadónál, 2014-ben az Accordia Kiadó Fényszivárgás című antológiájában a Professzor című novellája. 2014 telén egy verse, egy rövid prózai írása és a Karácsony 1962 című regényrészlete jelent meg a Havakba égetett szavak című antológiában. 2015 júniusában jelent meg a Lina című önéletrajzi ihletésű regénye, illetve 2016 szeptemberében az Erdőmese című meseregénye az Álomgyár Kiadónál.

## Eddig megjelent művei
- A jószándék kavicsai (2013 - united p.c.) - kisregény
- Professzor (2014 - Accordia Kiadó) - novella
- Karácsony 1962 ( 2014 - Accordia Kiadó) - regényrészlet
- Lina (2015 - Álomgyár Kiadó) - regény
- Erdőmese (2016 - Álomgyár Kiadó) - regény
- Csodaalbum  2017 (Fehér Margit képei - Majsányi Kati versei)
- Hunyt szemmel 2018 (Magánkiadás) regény

## Díjak, jelölések
- Aranykönyv-jelölés (2017)[2]